# Svarta rörelsen i Brasilien

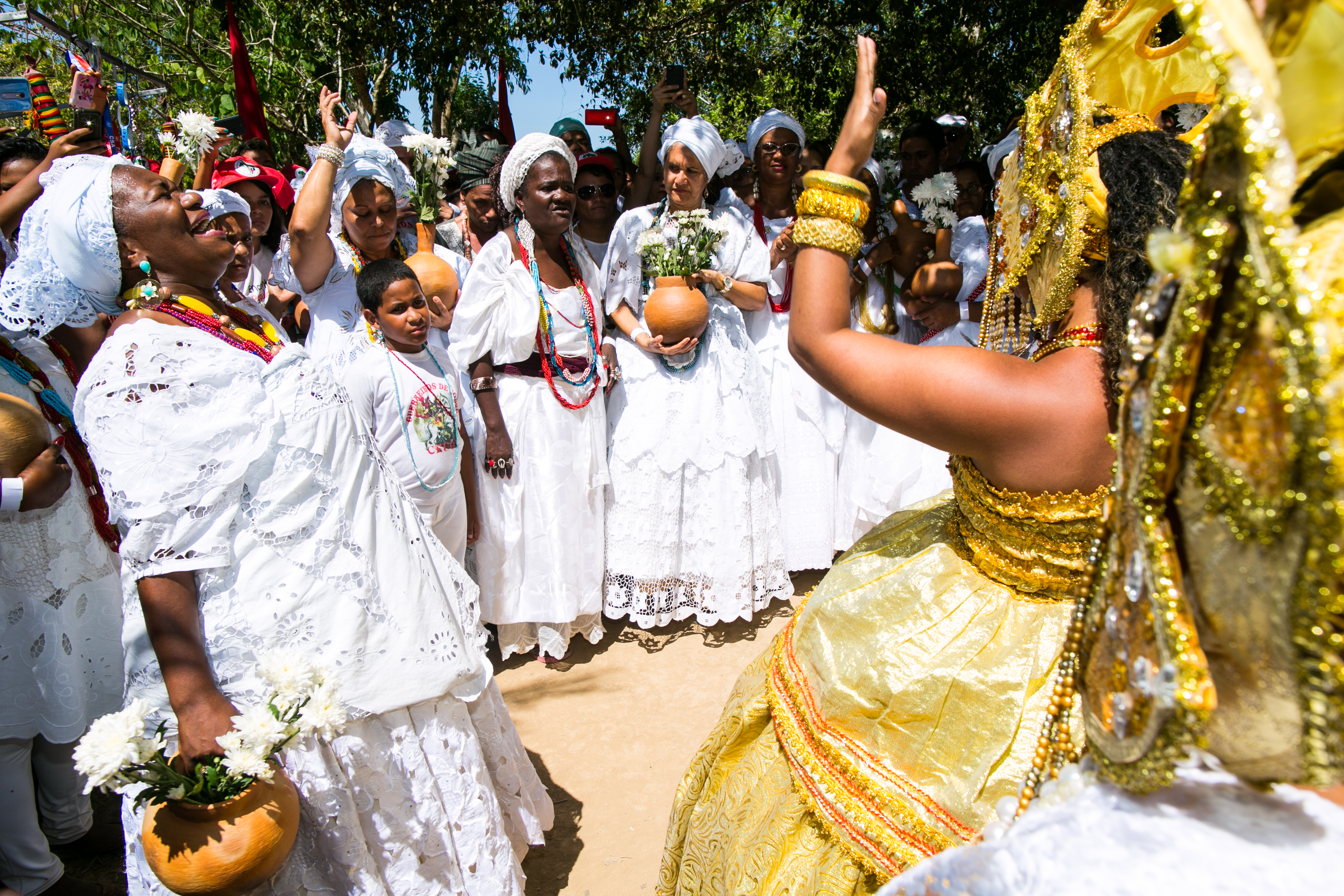
Religiöst firande av dagen för svart medvetande i Serra da Barriga, där Quilombo dos Palmares låg.

Svarta rörelsen (portugisiska: Movimento Negro) innefattar en uppsättning sociala, politiska och kulturella rörelser som kämpar mot rasism och för brasilianska svartas rättigheter. Svarta brasilianer utgör en majoritet i Brasilien. Över halva Brasiliens 215 miljoner invånare är svarta - 56% eller omkring 120 miljoner människor. Brasilien har därmed världens näst största befolkning av afrikanska diasporan efter Nigeria. Sedan år 2011 firas Dagen för svart medvetenhet (portugisiska: Dia da Consciência Negra) den 20 november i åminnelse av quilomboledaren och slaverrebellen Zumbi som dog samma datum.

## Slaveriet: 1500-1888

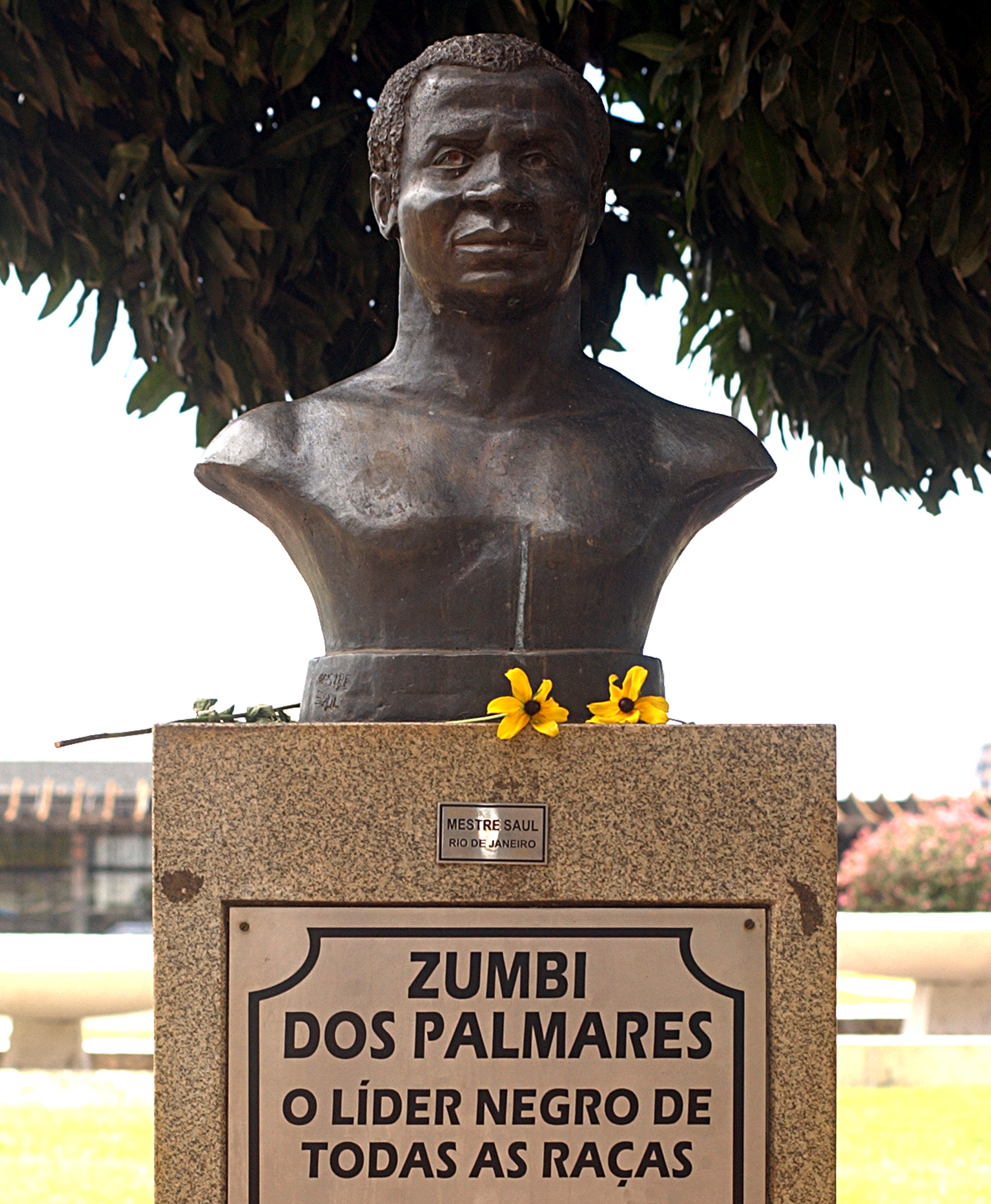
Monument i Brasília som hedrar Zumbi dos Palmares, quilomboledare och en av de största symbolerna för svart motstånd.

Brasilien är det land som har förslavat och fört flest människor från Afrika till Amerika: uppskattningsvis totalt 5,8 miljoner människor. Detta var 40% av det totala antalet förslavade människor som fördes från Afrika till Amerika.

### Quilombos och slavuppror
I Brasilien inträffade flera revolutionära slavuppror, befrianden av slavar och våldsamma konflikter med portugisiska myndigheten. Förrymda och befriade slavar tog sig till områden där de skapade egna samhällen och fristäder - quilombos. Några av de revolutionärer som ledde dessa quilombos och motståndsrörelser var Zumbi dos Palmares, Zacimba Gaba och Tereza de Benguela. Zumbi är idag en av de största symbolerna för svart motstånd i Brasilien. Zumbi var ledare över Quilombo dos Palmares och en av pionjärerna för motståndet mot förslavandet portugisiska conquistadorer. Även efter Zumbis död utmanade Palmares framgångar den koloniala auktorieteten under större delen av 1600-talet och skulle stå som en ledstjärna för slavmotstånd i de kommande tiderna.
Zacimba Gaba var en krigarprinsessa och quilomboledare i Brasilien från Cabinda-nationen i Angola. Zacimba Gaba kidnappades, förslavades och togs till Brasilien år 1690. Hon lyckades förgifta sina slavägare och torterare för att därefter leda flykten till och grundandet av den första kända quilombon. Zacimba Gaba ägnade en stor del av sitt övriga liv åt att befria andra förslavade svarta. Tereza de Benguela var drottning av Quilombo do Piolho och under hennes ledning stod de svarta och ursprungsbefolkningen emot slaveriet i två decennier.

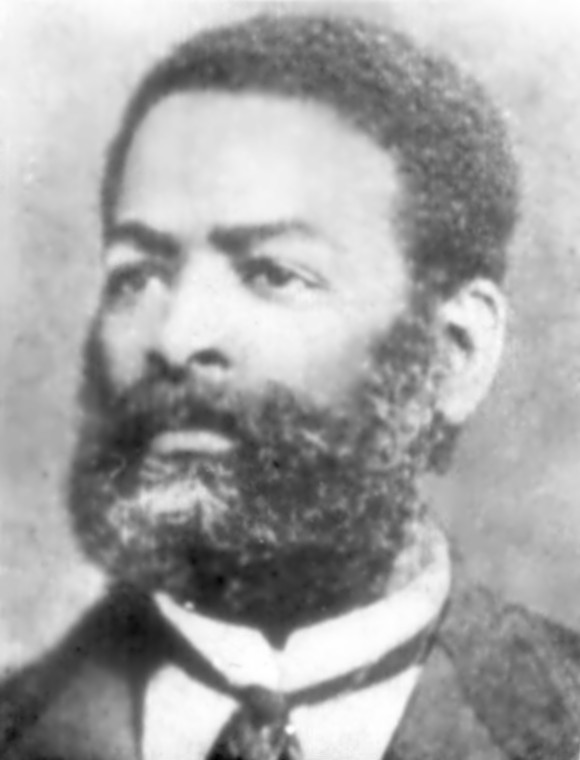
Luís Gama, framstående abolitionist, ca år 1880.

### Abolitionism
Under de sista åren av slavregimen var det abolitionistiska arbetet av den före detta slaven Luís Gama särskilt framstående. Som rabúla (självlärd advokat) lyckades han befria mellan 500 och 1000 fångar i domstolarna. Många av dessa kunde betala brev för frigivande men förvägrades frihet av sina slavägare. Andra svarta hade tagit sig till Brasilien efter förbudet mot slavhandeln 1850. Luís Gama blev också känd för att försvara att "genom att döda sin slavägare agerar slaven i självförsvar". Luís Gama dog dock sex åre före slaveriet avskaffades.
José do Patrocínio var en betydelsefull ledare för abolitionismen, känd som "Tigern av abolition" (O Tigre da Abolição). Han grundade, tillsammans med André Rebouças, Confederação Abolicionista år 1883, vilken också Luís Gama var medlem i. José do Patrocínio grundade också Guarda Negra år 1888, vilken ämnade skydda monarkin mot aristokrater och militären. Monarkin och särskilt prinsessan Isabella var populär bland svarta då hon förklarade slaveriet avskaffat år 1888. Guarda Negra hette officiellt "Guarda Negra da Redentora" (Svarta bevakningen av befriaren) och syftar på prinsessan Isabella, känd som "de svartas befriare". Guarda Negra blev företrädare för de grupper som skulle bildas senare och definiera svarta rörelsen.

## Efter slaveriet: 1888-

### Organisering 1888-1937

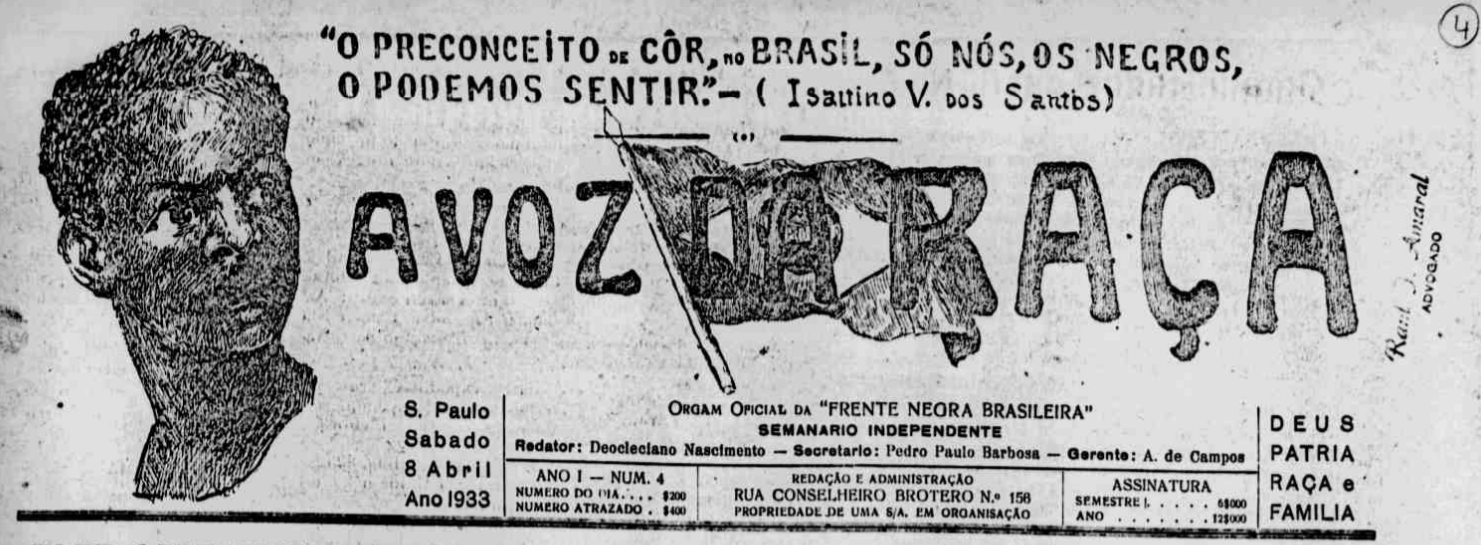
Tidningen A Voz da Raça av Frente Negra Brasileira (FNB), det första politiska partiet att representera Brasiliens svarta.

Brasilien var det sista landet i Amerika att avskaffa förslavandet av människor. Efter slaveriets avskaffande år 1888 var svarta fortsatt förtryckta. Den svarta rörelsen, som arv från svart motstånd under slaveriet, fortsatte och utvecklades. Det bildades flera grupper för svartas rättigheter såsom Frente Negra Brasileira, Associação Cultural do Negro, Teatro Experimental do Negro, Centro de Cultura e Arte Negra, Quilombhoje och Movimento Negro Unificado. Denna aktivism förstärkte den etniska och kulturella identiteten, påverkade lagstiftningar, bevarade minnen och skapade betydande litteratur. Aktivismen satte också igång en process av kritisk granskning av historien, som lyfte fram vikten av svarta människor för byggandet av landet och dess kultur, samt började störta myten om rasdemokrati och avmytologisera bilden av svarta människor. Frente Negra Brasileira (Brasilianska svarta fronten) grundades år 1931 av Arlindo Veiga dos Santos. Frente blev det första politiska partiet som representerade Brasiliens svarta. Dess aktivism sökte mobilisera svarta för att uppnå etnisk jämlikhet genom bland annat desegregationkampanjer och populärutbildning med fokus på läskunnighet. De efterlyste en "andra abolitionism", som inte bara befriade men skulle aktivt bidra till att lyfta upp och integrera de före detta slavarna.

### Auktoritärt förtryck: 1937-1985

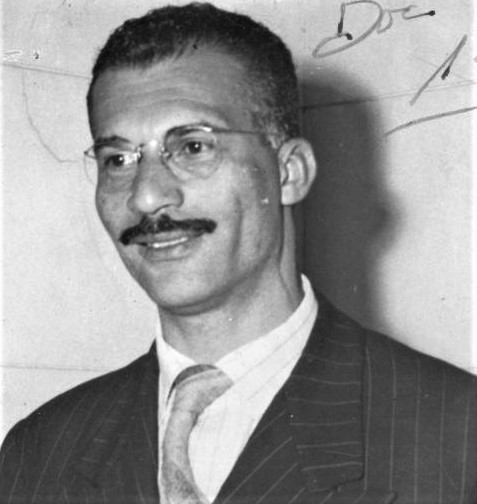
Carlos Marighella, guerilla- och marxistteoretiker samt grundare av Ação Libertadora Nacional (ALN).

Åren 1937 till 1985 präglas av diktatur och politisk instabilitet i Brasilien. President Getúlio Vargas upprättade Estado Novo och kriminaliserade andra politiska partier år 1937 - inklusive Frente Negra Brasileira. Vargas liberaliserade Brasilien återigen efter Andra världskriget år 1946. Fjärde brasilianska republiken upprättades och varade fram till 1964. Denna tid kallas idag populistperioden (Período Populista) och var präglad av instabilitet och trycket från militären. Efter en militärkupp 1964 var landet en militärdiktatur fram till 1985. Militärdiktaturen omöjliggjorde återigen alla yttringar om rasjämlikhet. Militären gjorde myten om "rasdemokrati" till en viktig del av sin officiella propaganda och stämplade de svarta aktivister (till och med artister) som "opatriotiska", "rasistiska" och "billiga imitatörer" av de amerikanska aktivisterna som kämpade för medborgerliga rättigheter.
En av de främsta organisatörerna av den väpnade kampen mot auktoritärt styre i Brasilien var poeten, politikern, guerilla- och marxistteoretikern Carlos Marighella. Han ställde sig emot både Estado Novo och militärdiktaturen. Marighella var grundare och ledare av organisationen Ação Libertadora Nacional (ALN) och före detta en av ledarna för Partido Comunista Brasileiro. Marighella utvecklade begreppet ”stadsgerilla” och utvecklade i sin bok Liten handbok för stadsgerilla (1969) en strategi för gerillakrigföring i stadsmiljö. Han sökte skapa en väpnad konflikt som skulle provocera regimen till repressiva åtgärder. Dess åtgärder skulle, enligt Marighella, i sin tur föranleda en folklig revolt. Medan Marighellas hade främst ett marxistiskt fokus menade han att kampen för svartas rättigheter i Brasilien går ihop med den internationella marxistiska kampen, och så även svartas rättigheter i USA och Kubanska revolutionen. Hans teorier influerade bland andra amerikanska Svarta pantrarna och tyska Röda armé-fraktionen. Carlos Marighella sköts ihjäl av brasiliansk säkerhetspolis i ett bakhåll den 4 november 1969.

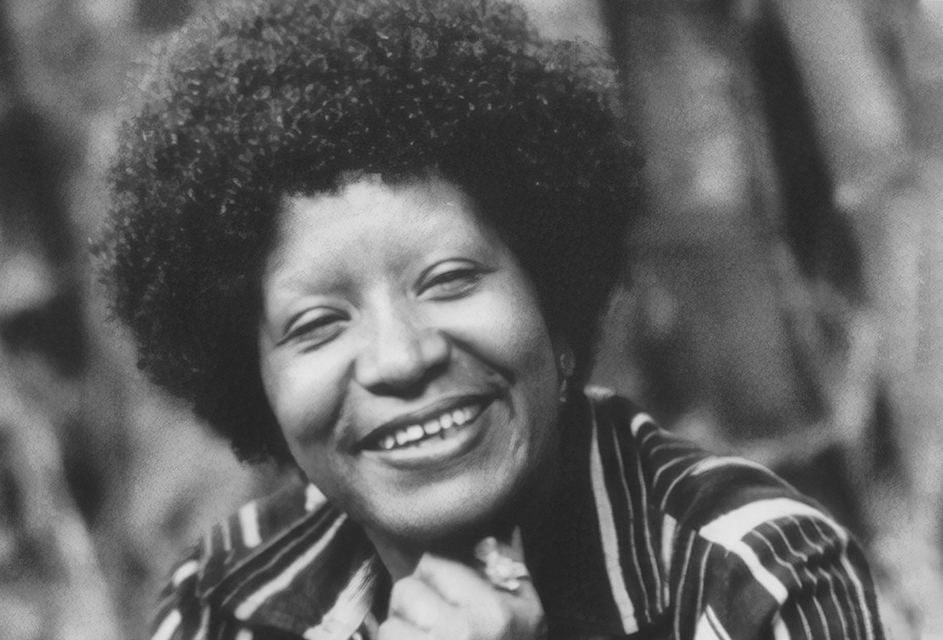
Lélia Gonzalez, en av grundarna av Movimento Negro Unificado.

År 1978 grundades Movimento Negro Unificado (Enade svarta rörelsen) av bland andra Lélia Gonzalez. Rörelsens uppkomst är allmänt erkänt som en milstolpe i den brasilianska svarta rörelsen, vilken signalerar återupptagandet av aktivismen som hade avvecklats av  militärdiktaturen. Även fram till idag är MNU en av Brasiliens viktigaste enheter av sitt slag och är fortsatt en inspiration för många andra grupper. Dess framväxt var påverkad av kampen för svartas rättigheter i USA, av befrielserörelser i afrikanska länder som Guinea-Bissau, Moçambique och Angola och av strömningar av marxistiskt tänkande. MNU förstod kampen mot rasism som en del av kampen mot kapitalismen.

### Aktivism i Nova Républica: 1985 till idag
Efter att den nya demokratiska konstitutionen tagits fram år 1988 (Nova República) syns framsteg i den afrobrasilianska rörelsens institutionella kamp mot rasism och till och med en större samhällelig acceptans av diskussionen om svart rättvisa. I en tid då landet återdemokratiserades började hundratals demonstrationer och mobiliseringar äga rum över hela Brasilien. Dessa betonade alltmer en upphöjning av negritude och kopplade de svartas kamp till den allmänna kampen av förtryckta. En viktig milstolpe i detta var organiseringen av Zumbi dos Palmares-marschen i Brasília 1995 som samlade omkring 30 000 människor. Marschen representerade ett avgörande ögonblick för den samtida svarta rörelsen. Filosofen och antirasisten Sueli Carneiro sa att "det var den viktigaste politiska händelsen i den samtida svarta rörelsen. [...] Vi återvände till gatorna med en mycket stark kritisk agenda och med många exakta slagord som uttryckte vårt krav på den offentliga politiken att förändra vårt folks levnadsvillkor". Året därpå inkluderades Zumbi dos Palmares i boken Livro dos Heróis da Pátria.

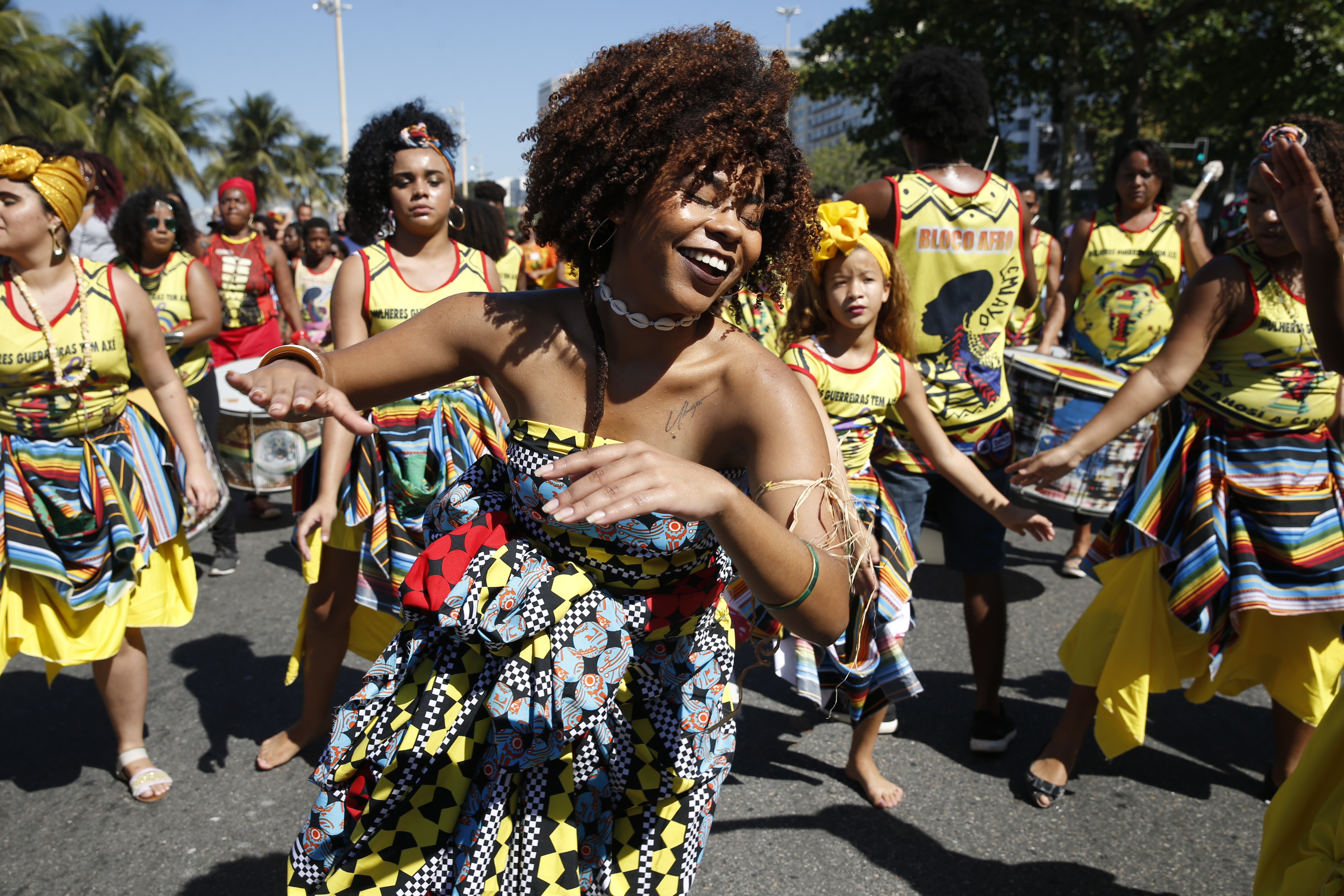
En marsch för att fira Dagen för latinamerikanska och karibiska svarta kvinnor.

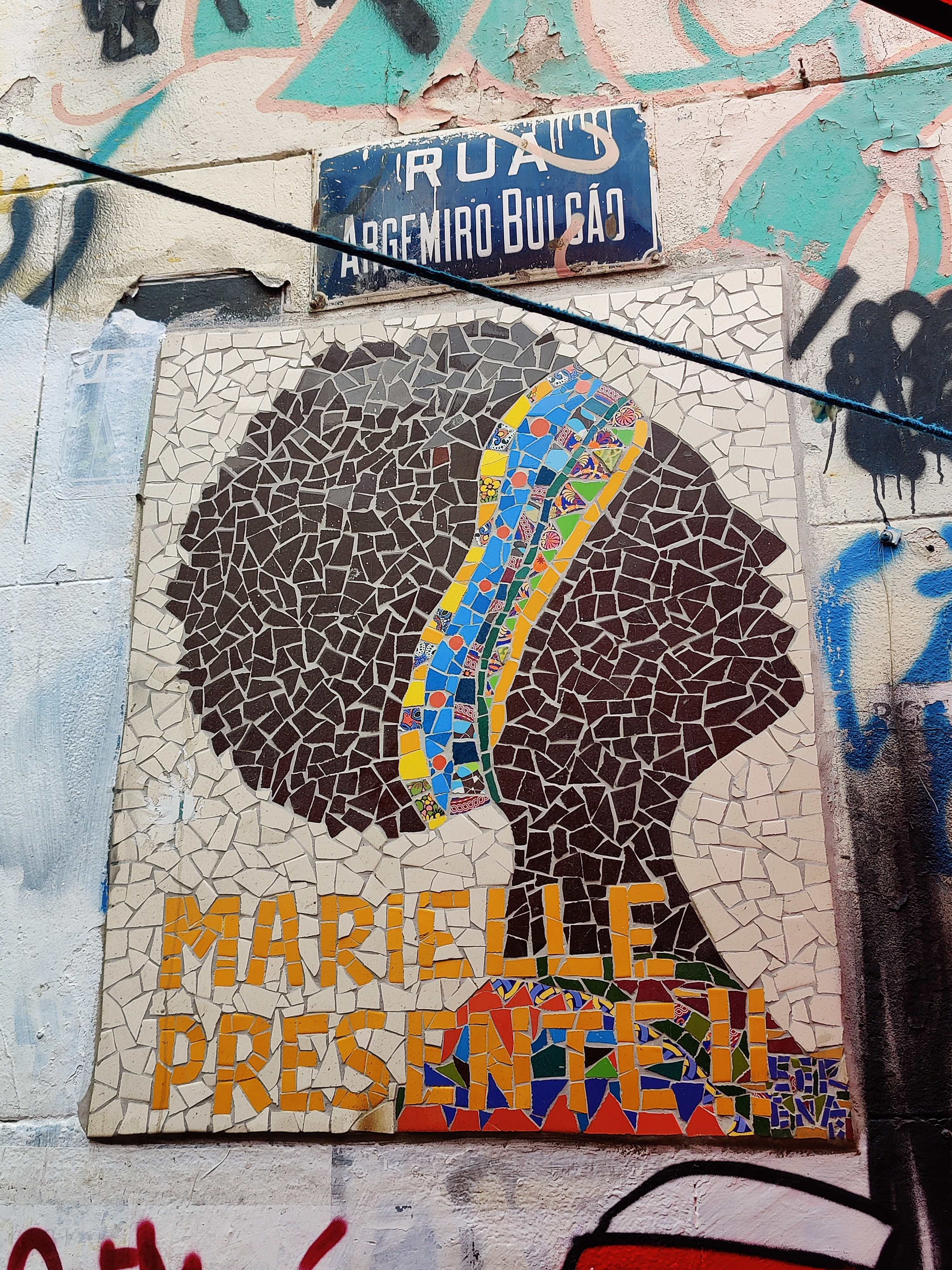
Mosaik i Rio de Janeiro som hedrar den mördade Marielle Franco.

Sedan millennieskiftet har aktivismen uppnått flera anmärkningsvärda resultat. Flera kommunala och statliga regeringar skapade särskilda sekretariat för att hantera svarta frågor. Bland annat blev Matilde Ribeiro den första ministern för rasjämlikhet. År 2004 skapades afrobrasilianska museet. Till ära av Mãe Gilda och till förmån för religioner av afrikanskt ursprung som candomblé och umbanda infördes år 2007 Nationaldagen för att bekämpa religiös intolerans.. År 2010 godkändes stadgan om rasjämlikhet för att ge fler garantier för försvaret av den svarta befolkningens rättigheter och kampen mot diskriminering. Kongressen gjorde Dagen för svart medvetenhet (portugisiska: Dia da Consciência Negra) officiell år 2011. Raskvoteringar antogs för högre utbildning 2012 och för offentlig tjänst 2014.
En av de stora symbolerna för svart motstånd är också Marielle Franco, och särskilt för kampen mot mord och våld mot svarta kvinnor. Marielle Franco var politiker och aktivist från favelan Maré i Rio de Janeiro. Genom Partiet Socialism och Frihet (PSOL) stod hon för rättigheterna av svarta, kvinnor och HBTQ-personer och invånare av favelas. År 2018 sköts Franco och hennes chaufför till döds. De två gärningsmännen som var poliser greps år 2019 och militärmannen som var planläggaren bakom Francos mord greps år 2021. Efter Francos död blev hennes porträtt förekommande i svarta rörelsen, tillsammans med slagordet "Marielle, presente!" (Marielle är här!). När Lula tillträdde som president för sin tredje mandatperiod år 2023 tillsatte han Marielle Francos syster Anielle Franco, grundare av Marielle Franco-institutet, som minister för rasjämlikhet.
Traditionella kulturella svarta uttryck som religionerna candomblé och umbanda, kampsport-dansen capoeira och musiken samba är fortsatt en växande del av svart motstånd. Att bevara dessa institutioner och det afrikanska men omdefinierade arvet har varit viktigt för att stärka den svarta rörelsens gemensamma estetik och filosofi.

## I kultur

### Film och TV
- Doutor Gama, film från 2021 om Luís Gama
- Ganga Zumba, film från 1963 om Zumbis morbror Ganga Zumba
- Marighella, film från 20121 om revolutionären och marxisten Carlos Marighella
- Quilombo, film från 1984 om Zumbi
- Xica da Silva från 1976 om kvinnan med samma namn
- Xica da Silva, telenovela från 1996-1997 om kvinnan med samma namn

### Dokumentärer
- Em busca de Lélia, kort dokumentär från 2017 om Lélia Gonzalez
- Marielle: O Documentário, från 2020 om Marielle Franco
- Ori, dokumentär från 1989 om Maria Beatriz Nascimento

### Musik
- Zumbi dos Palmares, låt av sambasångaren Martinho da Vila
- Z - 300 Anos de Zumbi, album av musikern och politikern Gilberto Gil